# Vinsanlehto
Vinsanlehto är ett naturreservat i Pajala kommun i Norrbottens län.
Området är naturskyddat sedan 1997 och är 0,9 kvadratkilometer stort. Reservatet omfattar myrar, tallskogar och gransumpskogar kring bäcken Karijokie. 